# 劉溥 (景泰進士)
劉溥（1426年—？），字濬淵，江西吉安府廬陵縣人，民籍，明朝政治人物。進士出身。

## 生平
江西鄉試第一百二十六名。景泰五年（1454年）甲戌科會試第一百四十七名，殿試登進士第二甲第一百名。

## 家族
曾祖父劉啟隆。祖父劉紹先。父亲劉如躍。